# Callionymus scabriceps
 Callionymus scabriceps és una espècie de peix de la família dels cal·lionímids i de l'ordre dels cipriniformes que es troba a Taiwan i a les Filipines.